# أوزيكا (مليلة)
أوزيكا هي إحدى مشيخات المملكة المغربية، تتبع جغرافيا لإقليم بنسليمان وإداريًا لمليلة. يقدر عدد سكانها بـ 2702 نسمة حسب الإحصاء الرسمي للسكان والسكنى لسنة 2004.